# Adam Sedgwick

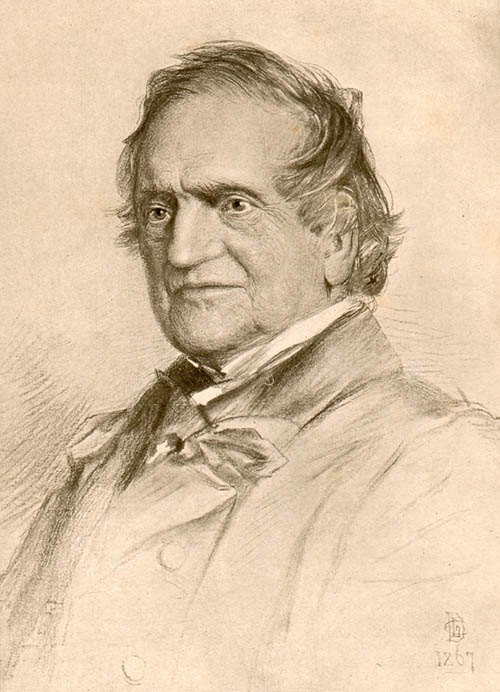
Adam Sedgwick

Adam Sedgwick (ur. 27 marca 1785, zm. 27 stycznia 1873) – brytyjski geolog; laureat Medalu Copleya.

## Życiorys
Absolwent i wykładowca Trinity College Uniwersytetu w Cambridge .
Badał utwory starszego paleozoiku na terenie Anglii, Belgii i Niemiec. W roku 1835 wydzielił system kambryjski a w 1839 wraz z Roderickiem Murchisonem dewoński. Był jednym z mentorów młodego Charlesa Darwina, którego latem 1831 roku kształcił indywidualnie w zakresie geologicznych prac terenowych, co umożliwiło Darwinowi wypłynięcie na „HMS Beagle”.